# John Loudon McAdam

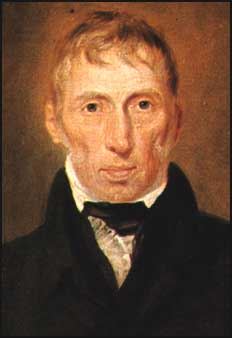
John Loudon McAdam

John Loudon McAdam (* 23. September 1756 in Ayr, Ayrshire, Schottland; † 26. November 1836 in Moffat, Dumfriesshire, Schottland) war ein schottischer Erfinder, der 1815 einen damals revolutionären und einfachen Straßenaufbau entwickelte. Dieser diente der Befestigung der Straßendecke und wird heute noch als „Makadam“ bezeichnet.

## Leben
McAdam ging 1770 im Alter von 14 Jahren nach dem Tode seines Vaters nach New York und arbeitete dort im Unternehmen eines Onkels William McAdam. Während des Amerikanischen Unabhängigkeitskriegs stand er auf der britischen Seite. Durch den Verkauf von Kriegsbeute im Auftrag der britischen Regierung reich geworden, musste er nach dem Krieg New York 1783 verlassen und nach Schottland zurückkehren. Obwohl sein Vermögen zum größten Teil konfisziert worden war, konnte er genügend finanzielle Mittel retten, um ein Landgut in Sauchrie in der Grafschaft Ayrshire zu erwerben.
Der schlechte Zustand der Straßen auf seinem Anwesen veranlasste ihn, sich mit dem Straßenbau auseinanderzusetzen. In zwei Schriften aus den Jahren 1816 und 1819 (Remarks on the Present System of Road-Making und Practical Essay on the Scientific Repair and Preservation of Roads) beschrieb er die von ihm entwickelte Technik des Straßenbaus. Im Wesentlichen ging es dabei um eine ausreichende Entwässerung der Straßen sowie den eigentlichen Aufbau aus verschiedenen Schichten. Die erste Straße, die er nach seinen Ideen bauen ließ, war eine Verbindung von der Straße zwischen Alloway und Maybole zu seinem Anwesen.
1801 wurde er Inspektor des Bristol Turnpike Trust, einer Gesellschaft, die Mautstraßen betrieb. Erst jetzt begann seine eigentliche Karriere als Straßenbauer. 1818 war er bereits für 34 Gesellschaften als Berater tätig. 1823 war er – zusammen mit seinen drei Söhnen – für an die siebzig Gesellschaften tätig, von denen 34 von der McAdam-Familie verwaltet wurden. 1827 wurde McAdam Surveyor-General of Metropolitan Roads.
In zweiter Ehe war McAdam verheiratet mit Anna de Lancey, einer Schwester von Susan Augusta de Lancey, der Ehefrau James Fenimore Coopers.